# Prima Divisione 1938-1939
La Prima Divisione 1938-1939 fu il torneo regionale superiore di quell’edizione del campionato italiano di calcio. Fu organizzata e gestita dai Direttori Regionali di Zona.

## Piemonte
Direttorio I Zona (Piemonte).

### Girone A

#### Squadre partecipanti
| Club                        | Città                | Stagione precedente |
| --------------------------- | -------------------- | ------------------- |
| A.C. Arona (squadra A)      | Arona (NO)           |                     |
| G.S. Crusinallo             | Crusinallo (NO)      |                     |
| A.S. Cusiana (B = riserve)  | Omegna (NO)          |                     |
| Gravellona Sportiva         | Gravellona Toce (NO) |                     |
| A.C. Intra (squadra A)      | Intra (NO)           |                     |
| A.C. Intra (squadra B)      | Intra (NO)           |                     |
| U.S. Juventus (B = riserve) | Domodossola (NO)     |                     |
| G.S. Pallanza               | Pallanza (NO)        |                     |
| A.S. Stresiana              | Stresa (NO)          |                     |
| A.S. Villadossola           | Villadossola (NO)    |                     |

#### Classifica
|  | Pos. | Squadra           | Pt | G  | V | N | P | GF | GS | QR |
|  | ---- | ----------------- | -- | -- | - | - | - | -- | -- | -- |
|  | 1.   | Villadossola      | 30 | 18 |   |   |   |    |    |    |
|  | 2.   | Crusinallo        | 28 | 18 |   |   |   |    |    |    |
|  | 3.   | Intra (squadra B) | 27 | 18 |   |   |   |    |    |    |
|  | 4.   | Arona (squadra A) | 24 | 18 |   |   |   |    |    |    |
|  | 5.   | Gravellona        | 21 | 18 |   |   |   |    |    |    |
|  | 6.   | Cusiana B         | 16 | 18 |   |   |   |    |    |    |
|  | 7.   | Stresiana         | 12 | 18 |   |   |   |    |    |    |
|  | 8.   | Juventus Domo B   | 11 | 18 |   |   |   |    |    |    |
|  | 9.   | Intra (squadra A) | 8  | 18 |   |   |   |    |    |    |
|  | 10.  | Pallanza          | 3  | 18 |   |   |   |    |    |    |

Legenda:
      Ammesso alle finali regionali.
Regolamento:
Due punti a vittoria, uno a pareggio, zero a sconfitta.
Quoziente reti in caso di pari punti, per qualsiasi posizione di classifica.

### Girone B

#### Squadre partecipanti
| Club                            | Città            | Stagione precedente |
| ------------------------------- | ---------------- | ------------------- |
| Liberi Calciatori Borgomaneresi | Borgomanero (NO) |                     |
| G.S. C.A.N.S.A.                 | Cameri (NO)      |                     |
| A.C. Cressese                   | Cressa (NO)      |                     |
| Galliate Calcio                 | Galliate (NO)    |                     |
| Oleggio Sportiva                | Oleggio (NO)     |                     |
| G.S.F. Pernate Dop. Rionale     | Novara-Pernate   |                     |
| S.S. Sparta                     | Novara           |                     |
| A.S. Sunese                     | Suno (NO)        |                     |
| U.S. Trecatese                  | Trecate (NO)     |                     |

#### Classifica
|  | Pos. | Squadra       | Pt | G  | V | N | P | GF | GS | QR    |
|  | ---- | ------------- | -- | -- | - | - | - | -- | -- | ----- |
|  | ?.   | CANSA         | 22 | 16 |   |   |   |    |    |       |
|  | ?.   | Oleggio       | 21 | 16 |   |   |   |    |    |       |
|  | 3.   | Trecatese     | 20 | 16 |   |   |   |    |    |       |
|  | 4.   | Cressa        | 17 | 16 |   |   |   |    |    | ?,??? |
|  | 5.   | Sunese        | 17 | 16 |   |   |   |    |    | ?,??? |
|  | 6.   | Galliate      | 16 | 16 |   |   |   |    |    |       |
|  | 7.   | Borgomanero   | 14 | 16 |   |   |   |    |    |       |
|  | 8.   | Pernate       | 9  | 16 |   |   |   |    |    |       |
|  | 9.   | Sparta Novara | 8  | 16 |   |   |   |    |    |       |

Legenda:
      Ammesso alle finali regionali.
Regolamento:
Due punti a vittoria, uno a pareggio, zero a sconfitta.
Quoziente reti in caso di pari punti, per qualsiasi posizione di classifica.

### Girone C

#### Squadre partecipanti
| Club                                       | Città                | Stagione precedente |
| ------------------------------------------ | -------------------- | ------------------- |
| A.C. Arona (squadra B)                     | Arona (NO)           |                     |
| U.S. Biellese (B = riserve)                | Biella (VC)          |                     |
| A.C. Borgosesia                            | Borgosesia (VC)      |                     |
| D.A. Cartiera Burgo                        | Romagnano Sesia (NO) |                     |
| A.C. Cossato                               | Cossato (VC)         |                     |
| G.C. Gattinaresi                           | Gattinara (VC)       |                     |
| A.C. Gozzano                               | Gozzano (NO)         |                     |
| U.S. Pro Vercelli (BA = riserve squadra A) | Vercelli             |                     |
| U.S. Pro Vercelli (BB = riserve squadra B) | Vercelli             |                     |
| A.C. Varallo                               | Varallo (VC)         |                     |

#### Classifica
|  | Pos. | Squadra           | Pt       | G  | V | N | P | GF | GS | QR    |
|  | ---- | ----------------- | -------- | -- | - | - | - | -- | -- | ----- |
|  | 1.   | Cossato           | 23       | 16 |   |   |   |    |    |       |
|  | 2.   | Cartiera Burgo    | 19       | 16 |   |   |   |    |    | ?,??? |
|  | 3.   | Pro Vercelli BA   | 19       | 16 |   |   |   |    |    | ?,??? |
|  | 4.   | Gattinaresi       | 17       | 16 |   |   |   |    |    |       |
|  | 5.   | Biellese B        | 16       | 16 |   |   |   |    |    | ?,??? |
|  | 6.   | Borgosesia        | 16       | 16 |   |   |   |    |    | ?,??? |
|  | 7.   | Gozzano           | 16       | 16 |   |   |   |    |    | ?,??? |
|  | 8.   | Pro Vercelli BB   | 10       | 16 |   |   |   |    |    |       |
|  | 9.   | Arona (squadra B) | 8        | 16 |   |   |   |    |    |       |
|  | --   | Varallo           | Ritirato |    |   |   |   |    |    |       |

Legenda:
      Ammesso alle finali regionali.
Regolamento:
Due punti a vittoria, uno a pareggio, zero a sconfitta.
Quoziente reti in caso di pari punti, per qualsiasi posizione di classifica.

### Girone D

#### Squadre partecipanti
| Club                                   | Città                      | Stagione precedente |
| -------------------------------------- | -------------------------- | ------------------- |
| U.S. Carmagnolese                      | Carmagnola (TO)            |                     |
| D.A. Cinzano                           | Santa Vittoria d'Alba (CN) |                     |
| G.S. Dop. Cuneo Sportiva (B = riserve) | Cuneo                      |                     |
| G.S. Gutermann                         | Perosa Argentina (TO)      |                     |
| A.C. Pinerolo (B = riserve)            | Pinerolo (TO)              |                     |
| A.C. Saluzzo                           | Saluzzo (CN)               |                     |
| A.C. Savigliano                        | Savigliano (CN)            |                     |
| G.S. Val Pellice                       | Torre Pellice (TO)         |                     |
| Villafranca                            | Villafranca Sabauda (TO)   |                     |

#### Classifica
|  | Pos. | Squadra           | Pt | G  | V  | N | P  | GF | GS | QR    |
|  | ---- | ----------------- | -- | -- | -- | - | -- | -- | -- | ----- |
|  | 1.   | Savigliano        | 27 | 16 | 13 | 1 | 2  | 53 | 15 |       |
|  | 2.   | Cinzano           | 23 | 16 | 10 | 3 | 3  | 36 | 22 |       |
|  | 3.   | Pinerolo B        | 22 | 16 | 9  | 4 | 3  | 38 | 14 |       |
|  | 4.   | Valpellice        | 18 | 16 | 8  | 2 | 6  | 30 | 16 |       |
|  | 5.   | Gutermann         | 16 | 16 | 7  | 2 | 7  | 28 | 34 |       |
|  | 6.   | Cuneo B           | 11 | 16 | 4  | 3 | 9  | 18 | 29 | 0,620 |
|  | 7.   | Saluzzo           | 11 | 16 | 4  | 3 | 9  | 27 | 44 | 0,613 |
|  | 8.   | Carmagnolese (-1) | 10 | 16 | 5  | 0 | 11 | 24 | 38 |       |
|  | 9.   | Villafranca       | 6  | 16 | 2  | 2 | 12 | 22 | 57 |       |

Legenda:
      Ammesso alle finali regionali.
Regolamento:
Due punti a vittoria, uno a pareggio, zero a sconfitta.
Quoziente reti in caso di pari punti, per qualsiasi posizione di classifica.
Note:
Carmagnolese ha scontato 1 punto di penalizzazione in classifica per una rinuncia.
Differenza di 7 reti nel computo totale reti fatte/reti subite (276/269).

### Girone E

#### Squadre partecipanti
| Squadra                                        | Città (provincia)     | Stagione precedente |
| ---------------------------------------------- | --------------------- | ------------------- |
| A.S. Aosta                                     | Aosta                 |                     |
| G.S.F. Chivasso                                | Chivasso (TO)         |                     |
| G.S. Ab. Cogne                                 | Valdigna d'Aosta (AO) |                     |
| G.S. F.G.C. Ivrea                              | Ivrea (TO)            |                     |
| G.S. Lancia                                    | Torino                |                     |
| G.S.F. Saluggia                                | Saluggia (VC)         |                     |
| G.S.F. Settimese                               | Settimo Torinese (TO) |                     |
| G.S. SNIA Viscosa Abbadia di Stura (squadra A) | Torino                |                     |

#### Classifica
|  | Pos. | Squadra                  | Pt | G  | V | N | P | GF | GS | QR    |
|  | ---- | ------------------------ | -- | -- | - | - | - | -- | -- | ----- |
|  | 1.   | Ivrea                    | 20 | 14 | 9 | 2 | 3 | 26 | 14 | 1,857 |
|  | 2.   | Chivasso                 | 19 | 14 | 9 | 1 | 4 | 28 | 16 | 1,750 |
|  | 3.   | Cogne                    | 17 | 14 | 7 | 3 | 4 | 23 | 14 | 1,643 |
|  | 4.   | Aosta                    | 15 | 14 | 7 | 1 | 6 | 20 | 20 | 0     |
|  | 5.   | SNIA Viscosa (squadra A) | 13 | 14 | 5 | 3 | 6 | 17 | 17 | 0     |
|  | 6.   | Settimese                | 11 | 14 | 4 | 3 | 7 | 13 | 23 | 0,565 |
|  | 7.   | Lancia                   | 9  | 14 | 4 | 1 | 9 | 21 | 29 | 0,724 |
|  | 8.   | Saluggia                 | 8  | 14 | 3 | 2 | 9 | 12 | 29 | 0,414 |

Legenda:
      Ammesso alle finali regionali.
Regolamento:
Due punti a vittoria, uno a pareggio, zero a sconfitta.
Quoziente reti in caso di pari punti, per qualsiasi posizione di classifica.

### Girone F

#### Squadre partecipanti
| Squadra                                        | Città (provincia)      | Stagione precedente                               |
| ---------------------------------------------- | ---------------------- | ------------------------------------------------- |
| U.S. Acqui (B = riserve)                       | Acqui Terme (AL)       |                                                   |
| Alessandria U.S. (B = riserve)                 | Alessandria            |                                                   |
| A.S. Casale (B = riserve)                      | Casale Monferrato (AL) |                                                   |
| A.C. Derthona (B = riserve)                    | Tortona (AL)           |                                                   |
| D.A. Ilva                                      | Novi Ligure (AL)       |                                                   |
| A.C. Torino (C=allievi)                        | Torino                 |                                                   |
| A.C. Trino                                     | Trino (VC)             | Campione piemontese dilettanti, rigettato dal DDS |
| G.S. SNIA Viscosa Abbadia di Stura (squadra B) | Torino                 |                                                   |

#### Classifica
|  | Pos. | Squadra        | Pt       | G  | V | N | P | GF | GS | QR |
|  | ---- | -------------- | -------- | -- | - | - | - | -- | -- | -- |
|  | 1.   | Alessandria B  | 17       | 11 |   |   |   |    |    |    |
|  | 2.   | Ilva Novi      | 14       | 11 |   |   |   |    |    |    |
|  | 3.   | Torino C       | 11       | 11 |   |   |   |    |    |    |
|  | 4.   | Acqui B        | 10       | 11 |   |   |   |    |    |    |
|  | 5.   | SNIA Viscosa B | 9        | 11 |   |   |   |    |    |    |
|  | 6.   | Trino          | 7        | 11 |   |   |   |    |    |    |
|  | --   | Derthona B     | Ritirato |    |   |   |   |    |    |    |
|  | --   | Casale B       | Ritirato |    |   |   |   |    |    |    |

Legenda:
      Ammesso alle finali regionali.
Regolamento:
Due punti a vittoria, uno a pareggio, zero a sconfitta.
Quoziente reti in caso di pari punti, per qualsiasi posizione di classifica.

### Girone A finale

#### Classifica
|  | Pos. | Squadra        | Pt | G  | V | N | P | GF | GS | QR    |
|  | ---- | -------------- | -- | -- | - | - | - | -- | -- | ----- |
|  | 1.   | Crusinallo     | 16 | 10 |   |   |   |    |    |       |
|  | 2.   | Cossato        | 11 | 10 |   |   |   |    |    | ?,??? |
|  | 3.   | C.A.N.S.A.     | 11 | 10 |   |   |   |    |    | ?,??? |
|  | 4.   | Villadossola   | 8  | 10 |   |   |   |    |    |       |
|  | 5.   | Oleggio        | 7  | 10 |   |   |   |    |    | ?,??? |
|  | 6.   | Cartiera Burgo | 7  | 10 |   |   |   |    |    | ?,??? |

Legenda:
      Ammesso alla finale e promosso ma vi rinuncia per cassata attività.
Regolamento:
Due punti a vittoria, uno a pareggio, zero a sconfitta.
Quoziente reti in caso di pari punti, per qualsiasi posizione di classifica.

### Girone B finale

#### Classifica
|  | Pos. | Squadra         | Pt       | G | V | N | P | GF | GS | QR |
|  | ---- | --------------- | -------- | - | - | - | - | -- | -- | -- |
|  | 1.   | Cinzano         | 7        | 5 | 3 | 1 | 1 |    |    |    |
|  | 2.   | Ilva Novi       | 5        | 5 |   |   |   |    |    |    |
|  | 3.   | Savigliano (-1) | 1        | 5 |   |   |   |    |    |    |
|  | --   | Alessandria B   | Ritirato |   |   |   |   |    |    |    |
|  | --   | Chivasso        | Ritirato |   |   |   |   |    |    |    |
|  | --   | Ivrea           | Ritirato |   |   |   |   |    |    |    |

Legenda:
      Ammesso alla finale regionale e promosso ma vi rinuncia.
      Promosso in Serie C.
Regolamento:
Due punti a vittoria, uno a pareggio, zero a sconfitta.
Quoziente reti in caso di pari punti, per qualsiasi posizione di classifica.
Note:
Ivrea e Chivasso si sono ritirati nel girone di andata. Tutti i loro incontri sono stati annullati.
L'Alessandria B si è ritirata dopo la 2ª giornata di ritorno: considerate valide solo le partite disputate nel girone di andata.
Il Savigliano ha scontato 1 punto di penalizzazione in classifica per una rinuncia.

### Finalissima
|            | Risultati |         | Luogo e data             |  |
| ---------- | --------- | ------- | ------------------------ |  |
| Crusinallo | 2 - 3     | Cinzano | Vercelli, 16 luglio 1939 |  |
|            |           |         |                          |  |

- Il Cinzano è campione piemontese di Prima Divisione 1938-1939.

## Lombardia
Direttorio II Zona (Lombardia).

### Girone A

#### Squadre partecipanti
| Squadra                     | Città (provincia)       | Stagione precedente                             |
| --------------------------- | ----------------------- | ----------------------------------------------- |
| G.S. Ernesto Breda          | Sesto San Giovanni (MI) |                                                 |
| S.S. Brugherio              | Brugherio (MI)          |                                                 |
| U.S. Caratese (B = riserve) | Carate Brianza (MI)     |                                                 |
| A.C. Cantù (B = riserve)    | Cantù (CO)              |                                                 |
| A.S. Como (B = riserve)     | Como                    |                                                 |
| U.S. Gerli                  | Cusano Milanino (MI)    |                                                 |
| S.S. La Folgore             | Cesano Maderno (MI)     |                                                 |
| A.C. Lecco (B = riserve)    | Lecco (CO)              |                                                 |
| Dop. Comunale Meda          | Meda (MI)               |                                                 |
| Dop. Officine Meroni        | Erba (CO)               |                                                 |
| A.C. Monza (B = riserve)    | Monza (MI)              | 10º nel girone D della Prima Divisione Lombarda |
| A.C. Seregno (B = riserve)  | Seregno (MI)            |                                                 |
| Dop. Singer                 | Monza (MI)              |                                                 |
| A.S. Trezzo                 | Trezzo sull'Adda (MI)   |                                                 |

#### Classifica
|  | Pos. | Squadra       | Pt | G  | V | N | P | GF | GS | QR    |
|  | ---- | ------------- | -- | -- | - | - | - | -- | -- | ----- |
|  | 1.   | Gerli         | 43 | 26 |   |   |   |    |    |       |
|  | 2.   | Ernesto Breda | 38 | 26 |   |   |   |    |    |       |
|  | 3.   | Meroni        | 36 | 26 |   |   |   |    |    |       |
|  | 4.   | Como B        | 35 | 26 |   |   |   |    |    |       |
|  | 5.   | La Folgore    | 34 | 26 |   |   |   |    |    |       |
|  | 6.   | Monza B       | 33 | 26 |   |   |   |    |    |       |
|  | 7.   | Singer        | 23 | 25 |   |   |   |    |    | ?,??? |
|  | 8.   | Brugherio     | 23 | 26 |   |   |   |    |    | ?,??? |
|  | 9.   | Meda          | 23 | 26 |   |   |   |    |    | ?,??? |
|  | 10.  | Seregno B     | 18 | 25 |   |   |   |    |    | ?,??? |
|  | 11.  | Cantù B       | 18 | 26 |   |   |   |    |    | ?,??? |
|  | 12.  | Caratese B    | 14 | 26 |   |   |   |    |    |       |
|  | 13.  | Trezzo        | 13 | 26 |   |   |   |    |    |       |
|  | 14.  | Lecco B       | 11 | 26 |   |   |   |    |    |       |

Legenda:
      Promosso in Serie C e ammesso alle finali regionali.
Regolamento:
Due punti a vittoria, uno a pareggio, zero a sconfitta.
Quoziente reti in caso di pari punti, per qualsiasi posizione di classifica.

### Girone B

#### Squadre partecipanti
| Squadra                                    | Città (provincia)  | Stagione precedente                              |
| ------------------------------------------ | ------------------ | ------------------------------------------------ |
| G.S.F. Bareggio                            | Bareggio (MI)      | 3ª lombarda dilettanti, rigettata dal DDS        |
| G.S. Bernocchi                             | Legnano (MI)       |                                                  |
| G.S.F. Corbetta                            | Corbetta (MI)      |                                                  |
| G.S. Ferrario                              | Parabiago (MI)     |                                                  |
| G.S. Fiamma Cremisi                        | Milano             |                                                  |
| S.G. Gallaratese (B = riserve)             | Gallarate (VA)     |                                                  |
| A.C. Legnano (B = riserve)                 | Legnano (MI)       |                                                  |
| A.S. Milan (C = allievi)                   | Milano             | 8º nel girone A della Seconda Divisione Lombarda |
| A.C. Montello                              | Milano             |                                                  |
| Soc. Pro Patria et Libertate (B = riserve) | Busto Arsizio (VA) |                                                  |
| G.S. Dop. Redaelli                         | Milano-Rogoredo    |                                                  |
| G.S. S.A.F.F.A.                            | Magenta (MI)       |                                                  |
| Dop. Az. S.I.A.I. Marchetti (B = riserve)  | Sesto Calende (VA) |                                                  |
| Varese Sportiva (B = riserve)              | Varese             |                                                  |

#### Classifica
|  | Pos. | Squadra          | Pt       | G  | V | N | P | GF | GS | QR    |
|  | ---- | ---------------- | -------- | -- | - | - | - | -- | -- | ----- |
|  | 1.   | Redaelli         | 36       | 24 |   |   |   |    |    |       |
|  | 2.   | Corbetta         | 35       | 24 |   |   |   |    |    |       |
|  | 3.   | Bareggio         | 34       | 24 |   |   |   |    |    |       |
|  | 4.   | Varese B         | 27       | 24 |   |   |   |    |    | ?,??? |
|  | 5.   | Bernocchi        | 27       | 24 |   |   |   |    |    | ?,??? |
|  | 6.   | Legnano B        | 25       | 24 |   |   |   |    |    |       |
|  | 7.   | Ferrario         | 21       | 23 |   |   |   |    |    |       |
|  | 8.   | Milano C         | 19       | 22 |   |   |   |    |    | ?,??? |
|  | 9.   | SAFFA Magenta    | 19       | 22 |   |   |   |    |    | ?,??? |
|  | 10.  | Fiamma Cremisi   | 18       | 23 |   |   |   |    |    |       |
|  | 11.  | SIAI Marchetti B | 16       | 24 |   |   |   |    |    |       |
|  | 12.  | Pro Patria B     | 14       | 24 |   |   |   |    |    |       |
|  | --   | Gallaratese      | Ritirato |    |   |   |   |    |    |       |
|  | --   | Montello         | Ritirato |    |   |   |   |    |    |       |

Legenda:
      Promosso in Serie C e ammesso alle finali regionali.
Regolamento:
Due punti a vittoria, uno a pareggio, zero a sconfitta.
Quoziente reti in caso di pari punti, per qualsiasi posizione di classifica.

### Girone C

#### Squadre partecipanti
| Squadra                                  | Città (provincia)     | Stagione precedente |
| ---------------------------------------- | --------------------- | ------------------- |
| U.S. Ardens                              | Bergamo               |                     |
| A.S. Armando Casalini (B = riserve)      | Brescia               |                     |
| Atalanta Bergamasca Calcio (B = riserve) | Bergamo               |                     |
| A.C. Brescia (B = riserve)               | Brescia               |                     |
| Caravaggio Sportiva                      | Caravaggio (BG)       |                     |
| Dop. Az. Cartiere Pigna                  | Alzano Lombardo (BG)  |                     |
| A.C. Crema (B = riserve)                 | Crema (CR)            |                     |
| U.S. Cremonese (B = riserve)             | Cremona               |                     |
| S.S. Dalmine                             | Dalmine (BG)          |                     |
| A.S. Falco                               | Albino (BG)           |                     |
| S.S. Pro Ponte                           | Ponte San Pietro (BG) |                     |
| A.C. Sebinia                             | Lovere (BG)           |                     |
| A.C. Trivellini                          | Brescia               |                     |

#### Classifica
|  | Pos. | Squadra            | Pt       | G  | V  | N | P  | GF | GS | QR    |
|  | ---- | ------------------ | -------- | -- | -- | - | -- | -- | -- | ----- |
|  | 1.   | Brescia B          | 34       | 23 | 14 | 6 | 3  | 51 | 25 | 2,600 |
|  | 2.   | Trivellini Brescia | 34       | 23 | 14 | 6 | 3  | 41 | 18 | 2,277 |
|  | 3.   | Atalanta B         | 33       | 23 | 14 | 5 | 4  | 54 | 28 |       |
|  | 4.   | Pro Ponte          | 30       | 23 | 12 | 6 | 5  | 48 | 32 |       |
|  | 5.   | Cremonese B        | 28       | 23 | 10 | 8 | 5  | 52 | 42 |       |
|  | 6.   | Falco              | 25       | 23 | 10 | 5 | 8  | 51 | 40 |       |
|  | 7.   | Cartiere Pigna     | 23       | 23 | 9  | 5 | 9  | 46 | 43 |       |
|  | 8.   | Armando Casalini B | 19       | 23 | 7  | 5 | 11 | 34 | 40 |       |
|  | 9.   | Sebinia Lovere     | 16       | 23 | 4  | 8 | 11 | 31 | 40 |       |
|  | 10.  | Ardens             | 13       | 23 | 4  | 5 | 14 | 28 | 49 | 0,571 |
|  | 11.  | Dalmine            | 13       | 23 | 3  | 7 | 13 | 23 | 58 | 0,397 |
|  | 12.  | Crema B            | 10       | 23 | 1  | 8 | 14 | 31 | 68 |       |
|  | --   | Caravaggio         | Ritirato |    |    |   |    |    |    |       |

Legenda:
      Ammesso alle finali regionali ma rinuncia alla promozione per cessata attività.
      Retrocesso in Seconda Divisione.
Regolamento:
Due punti a vittoria, uno a pareggio, zero a sconfitta.
Quoziente reti in caso di pari punti, per qualsiasi posizione di classifica.
Note:
Il Caravaggio si è ritirata dopo la 20ª giornata: considerate valide solo le partite disputate nel girone di andata.
Ardens e Pro Ponte sono state ammesse in Serie C a riempimento organici.

### Girone D

#### Squadre partecipanti
| Squadra                                 | Città (provincia)            | Stagione precedente |
| --------------------------------------- | ---------------------------- | ------------------- |
| G.C. Alfa Romeo (B = riserve)           | Milano                       |                     |
| A.S. Ambrosiana-Inter (C = allievi)     | Milano                       |                     |
| A.C. Bressana                           | Bressana Bottarone (PV)      |                     |
| U.S. Bronese                            | Broni (PV)                   |                     |
| U.S. Cassolese                          | Cassolnovo (PV)              |                     |
| A.C. Codogno                            | Codogno (MI)                 |                     |
| A.S. Fanfulla (B = riserve)             | Lodi (MI)                    |                     |
| U.S. Melegnanese-Chimica                | Melegnano (MI)               |                     |
| Piacenza Sportiva (B = riserve)         | Piacenza                     |                     |
| Dop. Aziendale Pirelli                  | Milano-Bicocca               |                     |
| A.C. Sannazzarese                       | Sannazzaro de' Burgondi (PV) |                     |
| A.C. Vigevano (B = riserve)             | Vigevano (PV)                |                     |
| A.S. Pavese "Luigi Belli" (B = riserve) | Pavia                        |                     |

#### Classifica
|  | Pos. | Squadra              | Pt | G  | V | N | P | GF | GS | QR    |
|  | ---- | -------------------- | -- | -- | - | - | - | -- | -- | ----- |
|  | 1.   | Pirelli              | 40 | 24 |   |   |   |    |    |       |
|  | 2.   | Fanfulla B           | 30 | 22 |   |   |   |    |    | ?,??? |
|  | 3.   | Codogno              | 30 | 24 |   |   |   |    |    | ?,??? |
|  | 4.   | Alfa Romeo B         | 29 | 24 |   |   |   |    |    |       |
|  | 5.   | Cassolese            | 28 | 24 |   |   |   |    |    |       |
|  | 6.   | Ambrosiana-Inter C   | 27 | 24 |   |   |   |    |    |       |
|  | 7.   | Vigevano B           | 26 | 24 |   |   |   |    |    |       |
|  | 8.   | Melegnanese          | 25 | 24 |   |   |   |    |    |       |
|  | 9.   | Bronese              | 20 | 23 |   |   |   |    |    | ?,??? |
|  | 10.  | Bressana             | 20 | 24 |   |   |   |    |    | ?,??? |
|  | 11.  | Piacenza B           | 15 | 23 |   |   |   |    |    |       |
|  | 12.  | Pavese Luigi Belli B | 14 | 23 |   |   |   |    |    |       |
|  | 13.  | Sannazzarese         | 6  | 24 |   |   |   |    |    |       |

Legenda:
      Promosso in Serie C e ammesso alle finali regionali.
Regolamento:
Due punti a vittoria, uno a pareggio, zero a sconfitta.
Quoziente reti in caso di pari punti, per qualsiasi posizione di classifica.
Note:
Il Codogno è ammesso in Serie C per decisione federale.

### Girone finale per il titolo

#### Squadre partecipanti
- Gerli
- Pirelli
- Redaelli
- Trivellini Brescia

#### Classifica
|  | Pos. | Squadra            | Pt | G | V | N | P | GF | GS | QR |
|  | ---- | ------------------ | -- | - | - | - | - | -- | -- | -- |
|  | 1.   | Trivellini Brescia | 7  |   |   |   |   |    |    |    |
|  | 2.   | Gerli              | 6  |   |   |   |   |    |    |    |
|  | 3.   | Pirelli            | 6  |   |   |   |   |    |    |    |
|  | 4.   | Redaelli           | 5  |   |   |   |   |    |    |    |

Legenda:
      Campione Lombardo di Prima Divisione.
      Promosso in Serie C.
Regolamento:
Due punti a vittoria, uno a pareggio, zero a sconfitta.
Quoziente reti in caso di pari punti, per qualsiasi posizione di classifica.
Note:
La Trivellini in seguito rinuncia alla promozione in Serie C 1939-1940.

## Veneto
Direttorio III Zona (Veneto).

### Girone A

#### Squadre partecipanti
| Squadra                         | Città (provincia)             | Stagione precedente |
| ------------------------------- | ----------------------------- | ------------------- |
| U.S. Cadidavid                  | Cadidavid (VR)                |                     |
| G.S.F. Cerea                    | Cerea (VR)                    |                     |
| A.C. G.I.L.                     | Lonigo (VI)                   |                     |
| Dop. Lanificio Rossi            | Piovene Rocchette (VI)        |                     |
| A.C. Legnago                    | Legnago (VR)                  |                     |
| Dop. Comunale Malo              | Malo (VI)                     |                     |
| G.C. "Mario Zuppini"            | Sanguinetto (VR)              |                     |
| D.A. Marzotto (B = riserve)     | Valdagno (VI)                 |                     |
| G.S.F. San Martino Buon Albergo | San Martino Buon Albergo (VR) |                     |
| O.N.D. Comunale Savoia          | Thiene (VI)                   |                     |
| A.C. Schio                      | Schio (VI)                    |                     |
| A.F.C. Vicenza (B = riserve)    | Vicenza                       |                     |

#### Classifica
|  | Pos. | Squadra                       | Pt | G  | V  | N | P  | GF | GS | QR    |
|  | ---- | ----------------------------- | -- | -- | -- | - | -- | -- | -- | ----- |
|  | 1.   | Vicenza B                     | 31 | 22 | 13 | 5 | 4  | 56 | 22 | 2,545 |
|  | 2.   | Legnago                       | 31 | 22 | 13 | 5 | 4  | 47 | 28 | 1,678 |
|  | 3.   | Marzotto Valdagno B           | 30 | 22 | 13 | 4 | 5  | 57 | 20 |       |
|  | 4.   | Lanificio Rossi               | 26 | 22 | 10 | 6 | 6  | 47 | 28 | 1,678 |
|  | 5.   | Schio                         | 26 | 22 | 10 | 6 | 6  | 37 | 31 | 1,193 |
|  | 6.   | Cadidavid                     | 25 | 22 | 11 | 3 | 8  | 34 | 25 |       |
|  | 7.   | Savoia                        | 23 | 22 | 7  | 9 | 6  | 24 | 24 |       |
|  | 8.   | G.I.L. Lonigo                 | 19 | 22 | 8  | 3 | 11 | 27 | 34 |       |
|  | 9.   | Malo                          | 18 | 22 | 6  | 6 | 10 | 29 | 47 |       |
|  | 10.  | Cerea                         | 16 | 22 | 4  | 8 | 10 | 29 | 54 |       |
|  | 11.  | San Martino Buon Albergo (-1) | 12 | 22 | 3  | 7 | 12 | 27 | 49 |       |
|  | 12.  | "Mario Zuppini"               | 6  | 22 | 1  | 4 | 17 | 16 | 68 |       |

Legenda:
      Ammesso alle finali regionali.
      Successivamente ammesso in Serie C.
Regolamento:
Due punti a vittoria, uno a pareggio, zero a sconfitta.
Quoziente reti in caso di pari punti, per qualsiasi posizione di classifica.
Note:
Lo Schio è successivamente ammesso alla Serie C per decisione federale.
San Martino Buon Albergo ha scontato 1 punto di penalizzazione in classifica per una rinuncia.

### Girone B

#### Squadre partecipanti
| Squadra                          | Città (provincia)        | Stagione precedente |
| -------------------------------- | ------------------------ | ------------------- |
| S.S. Adriese                     | Adria (RO)               |                     |
| A.S.F. Conegliano                | Conegliano (TV)          |                     |
| Dop. Comunale Dolo               | Dolo (VE)                |                     |
| Dop. Comunale Ceggia sez. calcio | Ceggia (VE)              |                     |
| U.S. Feltrese                    | Feltre (BL)              |                     |
| G.S. Giorgione                   | Castelfranco Veneto (TV) |                     |
| A.F.C. Mestre (B = riserve)      | Venezia-Mestre           |                     |
| A.C. Mogliano                    | Mogliano Veneto (TV)     |                     |
| A.C. Padova (B = riserve)        | Padova                   |                     |
| G.S.F. Rovigo (B = riserve)      | Rovigo                   |                     |
| A.C. San Donà                    | San Donà di Piave (VE)   |                     |
| A.C. Treviso (B = riserve)       | Treviso                  |                     |
| A.F.C. Venezia (B = riserve)     | Venezia                  |                     |

#### Classifica
|  | Pos. | Squadra        | Pt       | G  | V  | N | P  | GF | GS | QR    |
|  | ---- | -------------- | -------- | -- | -- | - | -- | -- | -- | ----- |
|  | 1.   | Venezia        | 34       | 22 | 15 | 4 | 3  | 66 | 14 |       |
|  | 2.   | Ceggia         | 31       | 22 | 13 | 5 | 4  | 41 | 21 | 1,952 |
|  | 3.   | Sandonà        | 31       | 22 | 13 | 5 | 4  | 44 | 23 | 1,913 |
|  | 4.   | Padova B       | 29       | 22 | 13 | 3 | 6  | 59 | 33 |       |
|  | 5.   | Dolo           | 22       | 22 | 9  | 4 | 9  | 37 | 44 |       |
|  | 6.   | Feltrese       | 21       | 22 | 8  | 5 | 9  | 34 | 41 |       |
|  | 7.   | Mestre B       | 19       | 22 | 7  | 5 | 10 | 31 | 39 |       |
|  | 8.   | Mogliano       | 17       | 22 | 5  | 7 | 10 | 27 | 44 |       |
|  | 9.   | Adriese        | 15       | 22 | 5  | 5 | 12 | 31 | 52 | 0,596 |
|  | 10.  | Conegliano     | 15       | 22 | 5  | 5 | 12 | 25 | 58 | 0,431 |
|  | 11.  | Rovigo B (-3)  | 13       | 22 | 8  | 0 | 14 | 40 | 49 | 0,816 |
|  | 12.  | Treviso B (-1) | 13       | 22 | 4  | 6 | 12 | 20 | 37 | 0,540 |
|  | --   | Giorgione      | Ritirato |    |    |   |    |    |    |       |

Legenda:
      Ammesso alle finali regionali.
Regolamento:
Due punti a vittoria, uno a pareggio, zero a sconfitta.
Quoziente reti in caso di pari punti, per qualsiasi posizione di classifica.
Note:
Il Giorgione si è ritirato prima dell'inizio del campionato.
Treviso B ha scontato 1 punto di penalizzazione in classifica per una rinuncia.
Rovigo B ha scontato 3 punti di penalizzazione in classifica per tre rinunce.

### Girone finale

#### Classifica
|       | Pos. | Squadra         | Pt | G | V | N | P | GF | GS | QR |
| ----- | ---- | --------------- | -- | - | - | - | - | -- | -- | -- |
|       | 1.   | Sandonà         | 9  | 6 | 4 | 1 | 1 | 14 | 7  |    |
| [ 9 ] | 2.   | Legnago         | 7  | 6 | 3 | 1 | 2 | 10 | 10 |    |
|       | 3.   | Lanificio Rossi | 5  | 6 | 1 | 3 | 2 | 6  | 9  |    |
|       | 4.   | Ceggia          | 3  | 6 | 1 | 1 | 4 | 3  | 7  |    |

Legenda:
      Promosso in Serie C.
Regolamento:
Due punti a vittoria, uno a pareggio, zero a sconfitta.
Quoziente reti in caso di pari punti, per qualsiasi posizione di classifica.
Note:
Il Legnago in seguito rinuncia alla promozione in Serie C.

## Venezia Tridentina
Direttorio IV Zona (Venezia Tridentina - Trentino-Alto Adige).

### Squadre partecipanti
| Club                      | Città                    | Stagione precedente                                           |
| ------------------------- | ------------------------ | ------------------------------------------------------------- |
| U.S. Audace (B = riserve) | Verona-San Michele Extra |                                                               |
| S.S. Benacense            | Riva del Garda (TN)      |                                                               |
| U.S. Calcio Bressanone    | Bressanone (BZ)          |                                                               |
| Dop. Ferroviario          | Bolzano                  | ” AC Bolzano” Campione trentino dilettanti, rigettato dal DDS |
| Merano Sportiva           | Merano (BZ)              |                                                               |
| A.C. Pescantina           | Pescantina (VR)          |                                                               |
| G.C. del Dop. Rovereto    | Rovereto (TN)            |                                                               |
| U.S. Scaligera            | Isola della Scala (VR)   |                                                               |
| A.C. Trento               | Trento                   |                                                               |
| A.C. Verona (B = riserve) | Verona                   |                                                               |

### Classifica
|  | Pos. | Squadra      | Pt       | G  | V | N | P | GF | GS | QR    |
|  | ---- | ------------ | -------- | -- | - | - | - | -- | -- | ----- |
|  | 1.   | Verona (B)   | 32       | 17 |   |   |   |    |    |       |
|  | 2.   | Trento       | 24       | 17 |   |   |   |    |    |       |
|  | 3.   | Scaligera    | 18       | 17 |   |   |   |    |    | ?,??? |
|  | 4.   | Audace SME B | 18       | 16 |   |   |   |    |    | ?,??? |
|  | 5.   | Pescantina   | 17       | 16 |   |   |   |    |    |       |
|  | 6.   | Ferroviario  | 14       | 17 |   |   |   |    |    |       |
|  | 7.   | Benacense    | 13       | 17 |   |   |   |    |    |       |
|  | 8.   | Rovereto     | 9        | 17 |   |   |   |    |    |       |
|  | 9.   | Merano       | 7        | 16 |   |   |   |    |    |       |
|  | --   | Bressanone   | Ritirato |    |   |   |   |    |    |       |

Legenda:
      Promosso in Serie C.
Regolamento:
Due punti a vittoria, uno a pareggio, zero a sconfitta.
Quoziente reti in caso di pari punti, per qualsiasi posizione di classifica.

## Venezia Giulia
Direttorio V Zona (Venezia Giulia)

### Girone unico

#### Squadre partecipanti
| Squadra                         | Città (provincia)           | Stagione precedente |
| ------------------------------- | --------------------------- | ------------------- |
| A.C. Basiliano                  | Basiliano (UD)              |                     |
| A.C. Giovinezza                 | Sacile (UD)                 |                     |
| A.C. Littorio                   | Fiume                       |                     |
| A.C. Pieris                     | Pieris (UD)                 |                     |
| O.N.D. Pordenone Sez.Calcio     | Pordenone (UD)              |                     |
| F.C. Postumia                   | Postumia (TS)               |                     |
| O.N.D. San Daniele del Friuli   | San Daniele del Friuli (UD) |                     |
| S.S. Sangiorgina                | San Giorgio di Nogaro (UD)  |                     |
| A.C. Serenissima                | Palmanova (UD)              |                     |
| Dop. Ernesto Solvay Sez. Calcio | Monfalcone (TS)             |                     |
| Dop. Spilimbergo                | Spilimbergo (UD)            |                     |
| O.N.D. Tricesimo                | Tricesimo (UD)              |                     |
| U.S. Triestina (B = riserve)    | Trieste                     |                     |
| A.C. Udinese (B = riserve)      | Udine                       |                     |

#### Classifica
|  | Pos. | Squadra                | Pt | G  | V  | N  | P  | GF | GS | QR    |
|  | ---- | ---------------------- | -- | -- | -- | -- | -- | -- | -- | ----- |
|  | 1.   | Triestina B            | 37 | 26 | 17 | 3  | 6  | 80 | 23 | 3,478 |
|  | 2.   | Giovinezza             | 36 | 26 | 15 | 6  | 5  | 46 | 32 |       |
|  | 3.   | Udinese B              | 35 | 26 | 14 | 7  | 5  | 58 | 31 |       |
|  | 4.   | Pieris                 | 34 | 26 | 15 | 4  | 7  | 58 | 26 |       |
|  | 5.   | Basiliano              | 30 | 26 | 10 | 10 | 6  | 34 | 28 |       |
|  | 6.   | San Daniele del Friuli | 27 | 26 | 9  | 9  | 8  | 40 | 36 |       |
|  | 7.   | Spilimbergo            | 26 | 26 | 11 | 4  | 11 | 32 | 27 | 1,185 |
|  | 8.   | Pordenone              | 26 | 26 | 9  | 8  | 9  | 33 | 30 | 1,100 |
|  | 9.   | Ernesto Solvay         | 25 | 26 | 9  | 7  | 10 | 45 | 36 |       |
|  | 10.  | Sangiorgina            | 22 | 26 | 10 | 2  | 14 | 37 | 46 |       |
|  | 11.  | Serenissima            | 20 | 26 | 8  | 4  | 14 | 42 | 52 | 0,807 |
|  | 12.  | Tricesimo              | 20 | 26 | 8  | 4  | 14 | 32 | 56 | 0,571 |
|  | 13.  | Littorio               | 18 | 26 | 6  | 6  | 14 | 31 | 43 |       |
|  | 14.  | Postumia               | 8  | 26 | 4  | 0  | 22 | 18 | 94 | 0,191 |

Legenda:
      Promosso in Serie C.
Regolamento:
Due punti a vittoria, uno a pareggio, zero a sconfitta.
Quoziente reti in caso di pari punti, per qualsiasi posizione di classifica.
Note:
Differenza di 26 gol nel computo totale reti fatte/reti subite (586/560).

## Liguria
Direttorio VI Zona (Liguria).

### Girone A

#### Squadre partecipanti
| Club                                | Città                 | Stagione precedente |
| ----------------------------------- | --------------------- | ------------------- |
| G.S. Aprilia                        | Genova                |                     |
| D.S. Grifone Ausonia                | Genova                |                     |
| A.C. Liguria (B = riserve)          | Genova-Sampierdarena  |                     |
| Pol. Manlio Cavagnaro (B = riserve) | Genova-Sestri Ponente |                     |
| U.S. Olimpia                        | Genova                |                     |
| A.C. Savona (B = riserve)           | Savona                |                     |
| Pol. Valpolcevera (B = riserve)     | Genova-Pontedecimo    |                     |
| A.S. Varazze                        | Varazze (SV)          |                     |

#### Classifica
|  | Pos. | Squadra            | Pt | G  | V  | N | P  | GF | GS | QR |
|  | ---- | ------------------ | -- | -- | -- | - | -- | -- | -- | -- |
|  | 1.   | Varazze            | 22 | 14 | 11 | 0 | 3  | 33 | 9  |    |
|  | 2.   | Savona B           | 19 | 14 | 8  | 3 | 3  | 38 | 13 |    |
|  | 3.   | Manlio Cavagnaro B | 18 | 14 | 8  | 2 | 4  | 24 | 11 |    |
|  | 4.   | Aprilia            | 15 | 14 | 6  | 3 | 5  | 25 | 24 |    |
|  | 5.   | Liguria B          | 12 | 14 | 5  | 2 | 7  | 16 | 24 |    |
|  | 6.   | Grifone Ausonia    | 11 | 14 | 4  | 3 | 7  | 11 | 18 |    |
|  | 7.   | Valpolcevera B     | 8  | 14 | 3  | 2 | 9  | 15 | 30 |    |
|  | 8.   | Olimpia            | 7  | 14 | 3  | 1 | 10 | 11 | 44 |    |

Legenda:
      Ammesso alle finali.
Regolamento:
Due punti a vittoria, uno a pareggio, zero a sconfitta.
In caso di pari merito in qualsiasi posizione della classifica, le squadre sono classificate grazie al miglior quoziente reti (QR).

### Girone B

#### Squadre partecipanti
| Club                                    | Città              | Stagione precedente |
| --------------------------------------- | ------------------ | ------------------- |
| S.C. Alassio                            | Alassio (SV)       |                     |
| D.A. Federazione Agricola (B = riserve) | Albenga (SV)       |                     |
| A.S. Finalese                           | Finale Ligure (SV) |                     |
| G.A. Ilva                               | Savona             |                     |
| U.S. Imperia (B = riserve)              | Imperia            |                     |
| Pol. Loanese                            | Loano (SV)         |                     |
| U.S. Sanremese (B = riserve)            | Sanremo (IM)       |                     |
| A.C.F. Vado (B = riserve)               | Vado Ligure (SV)   |                     |

#### Classifica
|  | Pos. | Squadra                | Pt | G  | V  | N | P  | GF | GS | QR |
|  | ---- | ---------------------- | -- | -- | -- | - | -- | -- | -- | -- |
|  | 1.   | Ilva Savona            | 23 | 14 | 10 | 3 | 1  | 53 | 9  |    |
|  | 2.   | Finalese               | 22 | 14 | 9  | 4 | 1  | 32 | 13 |    |
|  | 3.   | Sanremese B            | 18 | 14 | 8  | 2 | 4  | 36 | 19 |    |
|  | 4.   | Vado B                 | 13 | 14 | 5  | 3 | 6  | 26 | 21 |    |
|  | 5.   | Alassio                | 12 | 14 | 5  | 2 | 7  | 17 | 37 |    |
|  | 6.   | Loanese                | 11 | 14 | 5  | 1 | 8  | 28 | 40 |    |
|  | 7.   | Federazione Agricola B | 8  | 14 | 3  | 2 | 9  | 22 | 50 |    |
|  | 8.   | Imperia B              | 5  | 14 | 2  | 1 | 11 | 9  | 34 |    |

Legenda:
      Ammesso alle finali.
Regolamento:
Due punti a vittoria, uno a pareggio, zero a sconfitta.
In caso di pari merito in qualsiasi posizione della classifica, le squadre sono classificate grazie al miglior quoziente reti (QR).

### Girone C

#### Squadre partecipanti
| Club                            | Città                  | Stagione precedente |
| ------------------------------- | ---------------------- | ------------------- |
| A.C. Andrea Doria (B = riserve) | Genova                 |                     |
| U.S. Aullese                    | Aulla (AU)             |                     |
| A.C. Entella (B = riserve)      | Chiavari (GE)          |                     |
| D.A. Fit Sestri Levante         | Sestri Levante (GE)    |                     |
| G.S. Littorio                   | Genova-Rivarolo Ligure |                     |
| U.S. Sarzanese                  | Sarzana (SP)           |                     |
| A.C. Spezia (B = riserve)       | La Spezia              |                     |

#### Classifica
|  | Pos. | Squadra            | Pt | G  | V | N | P  | GF | GS | QR    |
|  | ---- | ------------------ | -- | -- | - | - | -- | -- | -- | ----- |
|  | 1.   | Spezia B           | 17 | 12 | 8 | 1 | 3  | 22 | 11 |       |
|  | 2.   | Littorio           | 16 | 12 | 7 | 2 | 3  | 22 | 9  | 2,444 |
|  | 3.   | Sarzanese          | 16 | 12 | 3 | 0 | 4  | 26 | 15 | 1,733 |
|  | 4.   | Andrea Doria B     | 15 | 12 | 6 | 3 | 3  | 17 | 9  |       |
|  | 5.   | FIT Sestri Levante | 10 | 12 | 4 | 2 | 6  | 20 | 18 | 1,111 |
|  | 6.   | Aullese            | 10 | 12 | 5 | 0 | 7  | 24 | 25 | 0,960 |
|  | 7.   | Entella B          | 0  | 12 | 0 | 0 | 12 | 6  | 50 |       |

Legenda:
      Ammesso alle finali.
Regolamento:
Due punti a vittoria, uno a pareggio, zero a sconfitta.
In caso di pari merito in qualsiasi posizione della classifica, le squadre sono classificate grazie al miglior quoziente reti (QR).

### Fase finale

#### Classifica finale girone squadre riserve
|  | Pos. | Squadra     | Pt | G | V | N | P | GF | GS | QR |
|  | ---- | ----------- | -- | - | - | - | - | -- | -- | -- |
|  | 1.   | Savona B    | 6  | 4 | 2 | 2 | 0 | 8  | 2  |    |
|  | 2.   | Spezia B    | 4  | 4 | 1 | 2 | 1 | 4  | 6  |    |
|  | 3.   | Sanremese B | 2  | 4 | 0 | 2 | 2 | 2  | 6  |    |

Legenda:
      Ammesso alla finale.
Regolamento:
Due punti a vittoria, uno a pareggio, zero a sconfitta.
In caso di pari punti per le squadre fuori dalla zona promozione e retrocessione era in vigore il pari merito.

#### Classifica finale girone prime squadre
|  | Pos. | Squadra     | Pt | G | V | N | P | GF | GS | QR |
|  | ---- | ----------- | -- | - | - | - | - | -- | -- | -- |
|  | 1.   | Littorio    | 6  | 4 | 2 | 2 | 0 | 7  | 4  |    |
|  | 2.   | Varazze     | 5  | 4 | 1 | 3 | 0 | 6  | 4  |    |
|  | 3.   | Ilva Savona | 1  | 4 | 0 | 1 | 3 | 2  | 7  |    |

Legenda:
      Promosso in Serie C.
Regolamento:
Due punti a vittoria, uno a pareggio, zero a sconfitta.
Quoziente reti in caso di pari punti, per qualsiasi posizione di classifica.

### Finalissima
|                   | Risultati |                   | Luogo e data           |
| ----------------- | --------- | ----------------- | ---------------------- |
| Littorio Rivarolo | 1 - 2     | Savona B          | Genova, 28 maggio 1939 |
| Savona B          | 1 - 0     | Littorio Rivarolo | Savona, 05 Giugno 1939 |
|                   |           |                   |                        |

Il Savona B è campione ligure di Prima Divisione 1938-1939.

## Emilia
Direttorio VII Zona (Emilia).
- 16 squadre partecipanti.

### Girone A

#### Squadre partecipanti
| Club                                  | Città                | Stagione precedente |
| ------------------------------------- | -------------------- | --- |
| E.S. Baracca Lugo (B = riserve)       | Lugo (RA)            | |
| F.G.C. Castelbolognese Sezione Calcio | Castelbolognese (RA) | |
| A.S. Forlì (B = riserve)              | Forlì                | |
| U.S. Forlimpopoli (B = riserve)       | Forlimpopoli (FO)    | |
| U.S. Libertas                         | Rimini (FO)          | "Libertas" 8ª nel gir.D della Serie C, sciolta per insolvenza nella C corrente. ” Ferroviario” 4º e promosso in Seconda Divisione |
| A.C. Ravenna (B = riserve)            | Ravenna              | |
| U.S. Imolese Francesco Zardi          | Imola (BO)           | |

#### Classifica
|  | Pos. | Squadra         | Pt | G  | V | N | P | GF | GS | QR |
|  | ---- | --------------- | -- | -- | - | - | - | -- | -- | -- |
|  | 1.   | Zardi Imola     | 18 | 12 | 8 | 2 | 2 | 30 | 10 |    |
|  | 2.   | Ravenna B       | 17 | 12 | 7 | 3 | 2 | 30 | 11 |    |
|  | 3.   | Rimini          | 16 | 12 | 6 | 4 | 2 | 29 | 14 |    |
|  | 4.   | Baracca Lugo    | 11 | 12 | 3 | 5 | 4 | 17 | 26 |    |
|  | 5.   | Castelbolognese | 9  | 12 | 3 | 3 | 6 | 11 | 15 |    |
|  | 6.   | Forlimpopoli B  | 8  | 12 | 2 | 4 | 6 | 18 | 32 |    |
|  | 7.   | Forlì B         | 5  | 12 | 1 | 3 | 8 | 6  | 33 |    |

Legenda:
      Ammesso alla finale.
Regolamento:
Due punti a vittoria, uno a pareggio, zero a sconfitta.
In caso di pari punti per le squadre fuori dalla zona promozione e retrocessione era in vigore il pari merito.
Rimini ammesso in Serie C dalla FIGC.

### Girone B

#### Squadre partecipanti
| Club                         | Città            | Stagione precedente |
| ---------------------------- | ---------------- | ------------------- |
| S.S. Bazzano                 | Bazzano (BO)     |                     |
| A.G.C. Bologna (B = riserve) | Bologna          |                     |
| U.S. Bondenese               | Bondeno (FE)     |                     |
| A.C. Correggio               | Correggio (RE)   |                     |
| U.S. Mirandolese             | Mirandola (MO)   |                     |
| Pol. Molinella (B = riserve) | Molinella (BO)   |                     |
| Parma A.S. (B = riserve)     | Parma            |                     |
| A.C. Reggiana (B = riserve)  | Reggio Emilia    |                     |
| A.C. Spilamberto             | Spilamberto (MO) |                     |

#### Classifica
|  | Pos. | Squadra     | Pt | G  | V | N | P | GF | GS | QR    |
|  | ---- | ----------- | -- | -- | - | - | - | -- | -- | ----- |
|  | 1.   | Bondenese   | 26 | 16 |   |   |   |    |    |       |
|  | 2.   | Correggio   | 20 | 16 |   |   |   |    |    | ?,??? |
|  | 3.   | Mirandolese | 20 | 16 |   |   |   |    |    | ?,??? |
|  | 4.   | Bazzano     | 18 | 16 |   |   |   |    |    |       |
|  | 5.   | Parma B     | 17 | 16 |   |   |   |    |    |       |
|  | 6.   | Spilamberto | 14 | 16 |   |   |   |    |    |       |
|  | 7.   | Reggiana B  | 13 | 16 |   |   |   |    |    |       |
|  | 8.   | Molinella B | 9  | 16 |   |   |   |    |    |       |
|  | 9.   | Bologna B   | 8  | 16 |   |   |   |    |    |       |

Legenda:
      Ammesso alla finale.
Regolamento:
Due punti a vittoria, uno a pareggio, zero a sconfitta.
In caso di pari punti per le squadre fuori dalla zona promozione e retrocessione era in vigore il pari merito.
Note:
La Bondenese rinunciò a disputare la Serie C 1939-40 e sospese l’attività per cause belliche..
La Mirandolese venne proposta per la promozione ma sospese l’attività per cause belliche.

## Toscana
Direttorio VIII Zona (Toscana).

### Girone A

#### Squadre partecipanti
| Club                           | Città                      | Stagione precedente                            |
| ------------------------------ | -------------------------- | ---------------------------------------------- |
| A.C. A.S.S.I.                  | Firenze                    |                                                |
| D.S. Aquila                    | Montevarchi (AR)           |                                                |
| A.S. Borgo a Buggiano          | Borgo a Buggiano (PT)      |                                                |
| A.C. Fiorentina (B = riserve)  | Firenze                    |                                                |
| U.S. Monsummanese              | Monsummano (PT)            |                                                |
| U.S. Montecatini               | Montecatini Terme (PT)     |                                                |
| Dop. Az. Montelupo             | Montelupo Fiorentino (FI)  | Campione toscano dilettanti, rigettato dal DDS |
| U.S. Pescia                    | Pescia (PT)                |                                                |
| A.C. Pistoia (B = riserve)     | Pistoia                    |                                                |
| U.S. Pontassieve               | Pontassieve (FI)           |                                                |
| D.S.C. San Giovanni Valdarno   | San Giovanni Valdarno (AR) |                                                |
| S.S. Delle Signe (B = riserve) | Signa (FI)                 |                                                |

#### Classifica
|  | Pos. | Squadra               | Pt       | G  | V  | N | P  | GF | GS | QR   |
|  | ---- | --------------------- | -------- | -- | -- | - | -- | -- | -- | ---- |
|  | 1.   | Montevarchi           | 34       | 21 | 15 | 4 | 2  | 49 | 13 |      |
|  | 2.   | San Giovanni Valdarno | 30       | 21 | 13 | 4 | 4  | 52 | 15 |      |
|  | 3.   | Borgo a Buggiano      | 28       | 21 | 11 | 6 | 4  | 41 | 18 | 2,27 |
|  | 4.   | Monsummanese          | 28       | 21 | 12 | 4 | 5  | 49 | 31 | 1,58 |
|  | 5.   | Montecatini           | 22       | 21 | 9  | 4 | 8  | 31 | 42 |      |
|  | 6.   | Pescia                | 20       | 21 | 8  | 4 | 9  | 33 | 34 |      |
|  | 7.   | Le Signe B            | 16       | 21 | 7  | 2 | 12 | 35 | 41 | 0,85 |
|  | 8.   | Montelupo             | 16       | 21 | 6  | 4 | 11 | 22 | 28 | 0,78 |
|  | 9.   | Fiorentina B          | 16       | 21 | 7  | 2 | 12 | 38 | 50 | 0,76 |
|  | 10.  | Pistoia B             | 10       | 21 | 4  | 2 | 15 | 18 | 57 |      |
|  | 11.  | ASSI Firenze          | 9        | 21 | 4  | 1 | 16 | 20 | 59 |      |
|  | --   | Pontassieve           | Ritirato |    |    |   |    |    |    |      |

Legenda:
      Promosso in Serie C.
Regolamento:
Due punti a vittoria, uno a pareggio, zero a sconfitta.
In caso di pari punti per le squadre fuori dalla zona promozione e retrocessione era in vigore il pari merito.
Note:
Il Pontassieve si ritira alla 15ª giornata. Ai fini della classifica sono da ritenersi validi solo gli incontri disputati nel girone d'andata.
San Giovanni Valdarno ammessa in Serie C 1939-1940.

### Girone B

#### Squadre partecipanti
| Club                                                  | Città                         | Stagione precedente |
| ----------------------------------------------------- | ----------------------------- | ------------------- |
| U.S. Carrarese "Pietrino Binelli"                     | Apuania-Carrara               |                     |
| U.S.F. Cascina                                        | Cascina (PI)                  |                     |
| A.S. Cecina                                           | Cecina (LI)                   |                     |
| U.S. Elbana                                           | Portoferraio (LI)             |                     |
| Dop. Interaziendale "Italo Gambacciani" (B = riserve) | Empoli (FI)                   |                     |
| U.S. Orbetello                                        | Orbetello (GR)                |                     |
| A.C. Pisa (B = riserve)                               | Pisa                          |                     |
| U.S.F. Pontedera (B = riserve)                        | Pontedera (PI)                |                     |
| A.C. Siena (B = riserve)                              | Siena                         |                     |
| G.C. Torrenieri                                       | Torrenieri di Montalcino (SI) |                     |

#### Classifica
|  | Pos. | Squadra                  | Pt       | G  | V | N | P  | GF | GS | QR   |
|  | ---- | ------------------------ | -------- | -- | - | - | -- | -- | -- | ---- |
|  | 1.   | Cecina                   | 21       | 17 | 9 | 5 | 3  | 28 | 15 | 1,87 |
|  | 2.   | Pisa B                   | 21       | 17 | 7 | 7 | 3  | 21 | 16 | 1,31 |
|  | 3.   | Elbana                   | 20       | 17 | 7 | 6 | 4  | 24 | 25 |      |
|  | 4.   | Carrarese P. Binelli     | 19       | 17 | 8 | 3 | 6  | 35 | 23 |      |
|  | 5.   | Cascina                  | 18       | 17 | 8 | 2 | 7  | 31 | 23 | 1,35 |
|  | 6.   | Orbetello                | 18       | 17 | 8 | 2 | 7  | 35 | 29 | 1,21 |
|  | 7.   | Pontedera B              | 16       | 17 | 6 | 4 | 7  | 19 | 29 |      |
|  | 8.   | Siena B                  | 15       | 17 | 5 | 5 | 7  | 18 | 27 |      |
|  | 9.   | Italo Gambacciani B (-1) | 8        | 17 | 2 | 5 | 10 | 14 | 42 |      |
|  | --   | Torrenieri               | Ritirato |    |   |   |    |    |    |      |

Legenda:
      Promosso in Serie C.
Regolamento:
Due punti a vittoria, uno a pareggio, zero a sconfitta.
In caso di pari punti per le squadre fuori dalla zona promozione e retrocessione era in vigore il pari merito.
Note:
Il G.C. Torrenieri si ritira dopo la 3ª giornata di ritorno. Per la classifica sono ritenuti validi solo i risultati ottenuti al termine del girone di andata.
Empoli B ha scontato 1 punto di penalizzazione in classifica per una rinuncia.
Carrarese e Orbetello ammesse in Serie C 1939-1940.

### Finali per il titolo regionale
|             | Risultati |             | Luogo e data                |
| ----------- | --------- | ----------- | --------------------------- |
| Montevarchi | 2-0       | Cecina      | Montevarchi, 28 maggio 1939 |
| Cecina      | 2-2       | Montevarchi | Cecina, 4 giugno 1939       |
|             |           |             |                             |

Il Montevarchi è campione toscano di Prima Divisione 1938-1939 e promosso in Serie C 1939-1940.

## Marche
Direttorio IX Zona (Marche, con aggregate squadre degli Abruzzi e della Dalmazia).
Girone unico:

### Girone unico

#### Squadre partecipanti
| Club                                      | Città                       | Stagione precedente |
| ----------------------------------------- | --------------------------- | ------------------- |
| Dop. Adriano Cecchetti                    | Porto Civitanova (MC)       |                     |
| U.S. Anconitana-Bianchi (B = riserve)     | Ancona                      |                     |
| S.P. Castrum                              | Giulianova (TE)             |                     |
| Comando 7.a Legione F.G.C. Cagli          | Cagli (PS)                  |                     |
| A.C. Dalmazia                             | Zara                        |                     |
| S.S. Enzo Andreanelli                     | Ancona                      |                     |
| S.S. Fabriano                             | Fabriano (AN)               |                     |
| G.I.L. Comando Fascio Giovanile Falconara | Ancona- Falconara Marittima |                     |
| C.do Giovani Fascisti G.I.L.              | Senigallia (AN)             |                     |
| S.S. Matelica                             | Matelica (MC)               |                     |
| G.I.L. Pergola                            | Pergola (PS)                |                     |
| U.S. Sangiorgese                          | Porto San Giorgio (AP)      |                     |

#### Classifica
|  | Pos. | Squadra                   | Pt       | G  | V  | N | P  | GF | GS | QR |
|  | ---- | ------------------------- | -------- | -- | -- | - | -- | -- | -- | -- |
|  | 1.   | Castrum                   | 34       | 21 | 15 | 4 | 2  | 64 | 17 |    |
|  | 2.   | Anconitana-Bianchi B (-1) | 33       | 21 | 17 | 0 | 4  | 50 | 9  |    |
|  | 3.   | Adriano Cecchetti         | 32       | 21 | 15 | 2 | 4  | 47 | 16 |    |
|  | 4.   | Dalmazia                  | 26       | 21 | 11 | 4 | 6  | 47 | 22 |    |
|  | 5.   | Matelica                  | 22       | 21 | 10 | 2 | 9  | 30 | 36 |    |
|  | 6.   | Enzo Andreanelli          | 21       | 21 | 9  | 3 | 9  | 29 | 33 |    |
|  | 7.   | Fabriano                  | 19       | 21 | 8  | 3 | 10 | 27 | 31 |    |
|  | 8.   | GIL Falconara             | 18       | 21 | 9  | 0 | 12 | 25 | 40 |    |
|  | 9.   | GIL Senigallia            | 11       | 21 | 5  | 1 | 15 | 25 | 52 |    |
|  | 10.  | 7.a Legione FGC Cagli     | 10       | 21 | 4  | 2 | 15 | 25 | 59 |    |
|  | 11.  | Sangiorgese (-1)          | 8        | 21 | 4  | 1 | 16 | 14 | 51 |    |
|  | --   | GIL Pergola               | Ritirato |    |    |   |    |    |    |    |

Legenda:
      Promosso in Serie C.
Regolamento:
Due punti a vittoria, uno a pareggio, zero a sconfitta.
In caso di pari merito in qualsiasi posizione della classifica, le squadre sono classificate grazie al miglior quoziente reti (QR).
Note:
La G.I.L. di Pergola si è ritirata dopo la fine dell'andata (risultati annullati, validi i risultati dell'andata per le altre squadre).
Anconitana-Bianchi B e Sangiorgese hanno scontato 1 punto di penalizzazione in classifica per una rinuncia.

## Umbria
Direttorio X Zona (Umbria).
Sede: Via Baldeschi, 2 - Perugia.
Presidente: Gastone Bonaiuti.

### Girone unico

#### Squadre partecipanti
| Squadra                                          | Città (provincia)      | Stagione precedente   |
| ------------------------------------------------ | ---------------------- | --------------------- |
| 102ª Legione M.V.S.N.                            | Perugia (PG)           |                       |
| A.S. Assisi                                      | Assisi (PG)            | 9° in Prima Divisione |
| A.S. Foligno (B = riserve)                       | Foligno (PG)           |                       |
| Pol.F. "Mario Umberto Borzacchini" (B = riserve) | Terni                  | 3° in Prima Divisione |
| S.C.A.T. Gualdo                                  | Gualdo Tadino (PG)     | 8° in Prima Divisione |
| F.G.C. Gubbio (B = riserve)                      | Gubbio (PG)            |                       |
| A.S. Fascista Narni                              | Narni (TR)             | 4° in Prima Divisione |
| A.C. Perugia (B = riserve)                       | Perugia                |                       |
| Pol. F. Spoleto                                  | Spoleto (PG)           | 4° in Prima Divisione |
| U.S. Tiferno (B = riserve)                       | Città di Castello (PG) |                       |

#### Classifica
|  | Pos. | Squadra             | Pt | G  | V  | N | P | GF | GS | QR    |
|  | ---- | ------------------- | -- | -- | -- | - | - | -- | -- | ----- |
|  | 1.   | Borzacchini Terni B | 29 | 18 |    |   |   |    |    |       |
|  | 2.   | Assisi              | 25 | 18 |    |   |   |    |    |       |
|  | 3.   | Narni               | 24 | 18 | 11 | 2 | 5 | 40 | 23 | 1,739 |
|  | 4.   | Spoleto             | 22 | 18 |    |   |   |    |    |       |
|  | 5.   | SCAT Gualdo         | 20 | 18 |    |   |   |    |    |       |
|  | 6.   | Gubbio B            | 20 | 18 |    |   |   |    |    |       |
|  | 7.   | 102ª Legione MVSN   | 13 | 18 |    |   |   |    |    |       |
|  | 8.   | Perugia B (-1)      | 12 | 18 |    |   |   |    |    |       |
|  | 9.   | Tiferno B           | 7  | 18 |    |   |   |    |    |       |
|  | 10.  | Foligno B           | 7  | 18 |    |   |   |    |    |       |

Legenda:
      Campione Umbro di Prima Divisione 1938-1939.
Regolamento:
Due punti a vittoria, uno a pareggio, zero a sconfitta.
Quoziente reti in caso di pari punti, per qualsiasi posizione di classifica.
Note:
L'Assisi rinuncia alla promozione in Serie C 1939-1940 e cessa attività alla fine della stagione.
Gubbio (B), Perugia (B) e S.C.A.T. Gualdo non iscritte nella stagione successiva.
Il Perugia B ha scontato 1 punto di penalizzazione in classifica per una rinuncia.

## Lazio
Direttorio XI Zona (Lazio).
Sede: Via Colonna Antonina, 41 - Roma tel.67223.
Presidente: Rag. Federico Tedeschi

### Girone unico

#### Squadre partecipanti
| Club                     | Città               | Stagione precedente |
| ------------------------ | ------------------- | ------------------- |
| G.A. Ala Littoria        | Lido di Roma        |                     |
| A.S. Alba                | Roma                |                     |
| Assicurazioni Sociali    | Roma                |                     |
| G.S. Cartiere Tiburtine  | Tivoli (RM)         |                     |
| S.G.S. Fortitudo         | Roma                |                     |
| S.S. Fortitudo Nova      | Roma                |                     |
| G.S. G.I.L.              | Viterbo             |                     |
| U.S. Italia Nova         | Roma-Porta Maggiore |                     |
| S.S. Lazio (C = allievi) | Roma                |                     |
| G.S. M.A.T.E.R.          | Roma                |                     |
| A.S. Roma (C = allievi)  | Roma                |                     |
| S.S. Sora                | Sora (FR)           |                     |
| A.S. Trastevere          | Roma-Trastevere     |                     |

#### Classifica
|  | Pos. | Squadra               | Pt | G  | V  | N | P  | GF | GS | QR    |
|  | ---- | --------------------- | -- | -- | -- | - | -- | -- | -- | ----- |
|  | 1.   | Roma C                | 38 | 24 | 17 | 4 | 3  | 58 | 21 |       |
|  | 2.   | MATER B               | 32 | 24 | 13 | 6 | 5  | 40 | 18 | 2,222 |
|  | 3.   | Alba Roma             | 32 | 24 | 12 | 8 | 4  | 36 | 22 | 1,636 |
|  | 4.   | Sora                  | 31 | 24 | 13 | 5 | 6  | 38 | 25 |       |
|  | 5.   | Lazio C               | 29 | 24 | 12 | 5 | 7  | 40 | 22 |       |
|  | 6.   | Italia Nova           | 25 | 24 | 10 | 5 | 9  | 40 | 31 | 1,290 |
|  | 7.   | Trastevere            | 25 | 24 | 8  | 9 | 7  | 34 | 29 | 1,172 |
|  | 8.   | Cartiere Tiburtine    | 22 | 24 | 9  | 4 | 11 | 35 | 33 |       |
|  | 9.   | Ala Littoria (-1)     | 20 | 24 | 7  | 7 | 10 | 31 | 33 |       |
|  | 10.  | GIL Viterbo           | 16 | 24 | 4  | 8 | 12 | 14 | 29 | 0,482 |
|  | 11.  | Fortitudo Nova        | 16 | 24 | 7  | 2 | 15 | 22 | 49 | 0,448 |
|  | 12.  | Assicurazioni Sociali | 14 | 24 | 4  | 6 | 14 | 26 | 52 |       |
|  | 13.  | Fortitudo             | 11 | 24 | 4  | 3 | 17 | 16 | 38 |       |

Legenda:
      Campione Laziale di Prima Divisione.
      Promosso in Serie C.
Regolamento:
Due punti a vittoria, uno a pareggio, zero a sconfitta.
In caso di pari merito in qualsiasi posizione della classifica, le squadre sono classificate grazie al miglior quoziente reti (QR).
Note:
L'Ala Littoria ha scontato 1 punto di penalizzazione in classifica per una rinuncia.
Sora ammesso in Serie C per omaggio federale.

## Abruzzi
Direttorio XII Zona (Abruzzi).
Sede: Palazzo del Littorio - Aquila degli Abruzzi.
Presidente: Avv. Francesco Bologna;

### Squadre partecipanti
| Club                            | Città                | Stagione precedente                              |
| ------------------------------- | -------------------- | ------------------------------------------------ |
| Costruzioni                     | ?                    |                                                  |
| Pol. Forza e Coraggio           | Avezzano (AQ)        |                                                  |
| A.P. Interamnia (3°)            | Teramo               |                                                  |
| A.S. L'Aquila (B = riserve)     | Aquila degli Abruzzi |                                                  |
| S.S. Pescara (B = riserve)      | Pescara              |                                                  |
| U.S. Pro Italia                 | Pratola Peligna (AQ) |                                                  |
| Dop. Raiano                     | Raiano (AQ)          |                                                  |
| A.S. Sime Azogeno (B = riserve) | Popoli (PE)          |                                                  |
| S.S. Sulmona                    | Sulmona (AQ)         | Campione abruzzese dilettanti, rigettato dal DDS |
| A.C. Lanciano                   | Lanciano (CH)        |                                                  |

Vinse il Sulmona ma gli viene ancora rigettata l’ascesa.
Teramo ammesso in Serie C 1939-1940 dalla FIGC.

## Campania
Direttorio XIII Zona (Campania).
Sede: Via Medina, 63 - Napoli tel. 28872.
Presidente: Dott.Ing. Marchese Gaetano Del Pezzo;

### Girone unico

#### Squadre partecipanti
| Club                                    | Città                        | Stagione precedente |
| --------------------------------------- | ---------------------------- | ------------------- |
| U.S. Bagnolese (B = riserve)            | Napoli (Bagnoli)             |                     |
| G.S. Baratta                            | Battipaglia (SA)             |                     |
| G.I.L. Benevento                        | Benevento                    |                     |
| U.S.F. Caivanese                        | Caivano (NA)                 |                     |
| U.S. Casertana                          | Caserta (NA)                 |                     |
| A.C. Nola                               | Nola (NA)                    |                     |
| U.S. Palmese                            | Palma Campania (NA)          |                     |
| S.S. Giovinezza                         | Portici (NA)                 |                     |
| U.S. Salernitana Fascista (B = riserve) | Salerno                      |                     |
| U.S.F. Sangiovannese                    | San Giovanni a Teduccio (NA) |                     |
| U.S. Savoia (B = riserve)               | Torre Annunziata (NA)        |                     |
| A.C. Stabia (B = riserve)               | Castellammare di Stabia (NA) |                     |

#### Classifica
|  | Pos. | Squadra             | Pt | G  | V | N | P | GF | GS | QR |
|  | ---- | ------------------- | -- | -- | - | - | - | -- | -- | -- |
|  | 1.   | Baratta Battipaglia | ?? | 22 |   |   |   |    |    |    |
|  | 2.   | ???                 | ?? | 22 |   |   |   |    |    |    |
|  | 3.   | ???                 | ?? | 22 |   |   |   |    |    |    |
|  | 4.   | ???                 | ?? | 22 |   |   |   |    |    |    |
|  | 5.   | ???                 | ?? | 22 |   |   |   |    |    |    |
|  | 6.   | ???                 | ?? | 22 |   |   |   |    |    |    |
|  | 7.   | Giovinezza          | ?? | 22 |   |   |   |    |    |    |
|  | 8.   | Casertana           | ?? | 22 |   |   |   |    |    |    |
|  | 9.   | G.I.L. Benevento    | ?? | 22 |   |   |   |    |    |    |
|  | 10.  | ???                 | ?? | 22 |   |   |   |    |    |    |
|  | 11.  | ???                 | ?? | 22 |   |   |   |    |    |    |
|  | 12.  | ???                 | ?? | 22 |   |   |   |    |    |    |

Legenda:
      Promosso in Serie C.
Regolamento:
Due punti a vittoria, uno a pareggio, zero a sconfitta.
In caso di pari merito in qualsiasi posizione della classifica, le squadre sono classificate grazie al miglior quoziente reti (QR).

## Puglia
Direttorio XIV Zona (Puglia).
Sede: Corso Vittorio Emanuele, 193 - Bari tel. 13404.
Presidente: Capitano Giosuè Poli;

### Girone unico

#### Squadre partecipanti
| Club                        | Città                | Stagione precedente |
| --------------------------- | -------------------- | ------------------- |
| S.S. Armando Diaz           | Bisceglie (BA)       |                     |
| U.S. Bari (B = riserve)     | Bari                 |                     |
| U.S.F. Bitonto              | Bitonto (BA)         |                     |
| A.S. Brindisi (B = riserve) | Brindisi             |                     |
| U.S. Cerignola              | Cerignola (FG)       |                     |
| U.S. Foggia (B = riserve)   | Foggia               |                     |
| G.I.L. Gioia                | Gioia del Colle (BA) |                     |
| A.C. Lecce (B = riserve)    | Lecce                |                     |
| A.S. Molfetta               | Molfetta (BA)        |                     |
| U.S. Palo                   | Palo del Colle (BA)  |                     |
| A.S. Taranto (B = riserve)  | Taranto              |                     |
| S.S. Trani                  | Trani (BA)           |                     |

#### Classifica
|  | Pos. | Squadra        | Pt       | G  | V  | N | P  | GF | GS | QR    |
|  | ---- | -------------- | -------- | -- | -- | - | -- | -- | -- | ----- |
|  | 1.   | Armando Diaz   | 31       | 21 | 14 | 3 | 4  | 36 | 15 |       |
|  | 2.   | Bari B         | 31       | 21 | 13 | 5 | 3  | 47 | 15 |       |
|  | 3.   | Molfetta       | 26       | 21 | 11 | 4 | 6  | 29 | 24 |       |
|  | 4.   | Taranto B      | 24       | 21 | 9  | 6 | 6  | 34 | 19 |       |
|  | 5.   | Palo           | 21       | 21 | 8  | 5 | 8  | 30 | 25 |       |
|  | 6.   | Foggia B (-1)  | 18       | 21 | 7  | 5 | 9  | 29 | 34 | 0,852 |
|  | 7.   | Brindisi B     | 18       | 21 | 8  | 2 | 11 | 28 | 35 | 0,800 |
|  | 8.   | GIL Gioia      | 16       | 21 | 7  | 2 | 12 | 32 | 35 |       |
|  | 9.   | Bitonto        | 15       | 21 | 6  | 3 | 12 | 20 | 34 | 0,588 |
|  | 10.  | Cerignola (-2) | 15       | 21 | 6  | 5 | 10 | 17 | 47 | 0,361 |
|  | 11.  | Trani (-1)     | 13       | 21 | 6  | 2 | 13 | 12 | 27 |       |
|  | --   | Lecce B        | Ritirato |    |    |   |    |    |    |       |

Legenda:
      Promosso in Serie C.
Regolamento:
Due punti a vittoria, uno a pareggio, zero a sconfitta.
In caso di pari merito in qualsiasi posizione della classifica, le squadre sono classificate grazie al miglior quoziente reti (QR).
Note:
Il Lecce "B" si ritira al termine del girone di andata con classifica azzerata. Vengono considerati validi i risultati conseguiti dalle avversarie nel girone di andata.
Foggia B e Trani hanno scontato 1 punto di penalizzazione in classifica per una rinuncia.
Cerignola ha scontato 2 punti di penalizzazione in classifica per due rinunce.
Differenza di 4 gol nel computo totale reti fatte/reti subite (314/310).
Direttorio XV Zona (Lucania).
Sede: Via Pretoria, 10 - Potenza.
Commissario: Aniello Mazza di Torre del Greco
Non fu organizzato alcun campionato a livello Federale, ma solo dei tornei locali non vincolanti per la promozione (Sezione Propaganda).

## Calabria
Direttorio XVI Zona (Calabria).
Sede: Piazza T. Campanella, 6 - Cosenza.
Presidente: Rag. Massimo Cavalcanti;

### Girone unico

#### Squadre partecipanti
| Club                         | Città            | Stagione precedente |
| ---------------------------- | ---------------- | ------------------- |
| U.S.F. Catanzarese           | Catanzaro        |                     |
| Catanzaro Marina             | Catanzaro        |                     |
| A.S. Cosenza (B = riserve)   | Cosenza          |                     |
| S.S. Fascista Crotone        | Crotone (CZ)     |                     |
| S.S. Dominante (B = riserve) | Reggio Calabria  |                     |
| U.S. Gioiese                 | Gioia Tauro (RC) |                     |
| U.S. Fortitudo Locrese       | Locri (RC)       |                     |
| U.S. Vigor Nicastro          | Nicastro (CS)    |                     |
| F.G.C                        | Paola (CS)       |                     |
| San Lucido                   | San Lucido (CS)  |                     |

#### Classifica
La Catanzarese giunse prima in classifica ottenendo la promozione in Serie C, ma per la stagione successiva si ritirò cessando l’attività per cause belliche.

## Sicilia
Direttorio XVII Zona (Sicilia).
Sede: Via Pignatelli Aragona, 18 - Palermo tel. 12-501.
Presidente: Salvatore Barbaro;

### Girone A

#### Squadre partecipanti
| Club                       | Città                | Stagione precedente |
| -------------------------- | -------------------- | ------------------- |
| A.C. Agrigento             | Agrigento            |                     |
| F.G.C.                     | Bagheria (PA)        |                     |
| U.S. Juventina Palermo     | Palermo              |                     |
| A.S. La Fante              | Marsala (TP)         |                     |
| A.S. Palermo (B = riserve) | Palermo              |                     |
| A.C. Pirandello            | Palermo              |                     |
| U.S. Nissena 1929          | Caltanissetta        |                     |
| G.I.L. "A.S. Sciacca"      | Sciacca (AG)         |                     |
| A.S. Termini Imerese       | Termini Imerese (PA) |                     |
| U.S. Trapani               | Trapani              |                     |

#### Classifica
|  | Pos. | Squadra           | Pt | G  | V  | N | P  | GF | GS | QR    |
|  | ---- | ----------------- | -- | -- | -- | - | -- | -- | -- | ----- |
|  | 1.   | Agrigento         | 28 | 18 | 12 | 4 | 2  | 53 | 12 | 4,416 |
|  | 2.   | Palermo B         | 28 | 18 | 12 | 4 | 2  | 45 | 14 | 3,214 |
|  | 3.   | Sciacca           | 25 | 18 | 11 | 3 | 4  | 29 | 12 |       |
|  | 4.   | Juventina Palermo | 22 | 18 | 8  | 6 | 4  | 28 | 19 |       |
|  | 5.   | Trapani           | 20 | 18 | 9  | 2 | 7  | 26 | 22 |       |
|  | 6.   | La Fante (-1)     | 18 | 18 | 7  | 5 | 6  | 20 | 19 |       |
|  | 7.   | Nissena (-1)      | 12 | 18 | 4  | 5 | 9  | 22 | 32 |       |
|  | 8.   | Bagheria (-1)     | 7  | 18 | 3  | 2 | 13 | 19 | 46 | 0,413 |
|  | 9.   | Termini (-2)      | 7  | 18 | 3  | 3 | 12 | 13 | 38 | 0,342 |
|  | 10.  | Pirandello (-2)   | 6  | 18 | 3  | 2 | 13 | 17 | 58 |       |

Legenda:
      Promosso in Serie C e ammesso alle finali.
Regolamento:
Due punti a vittoria, uno a pareggio, zero a sconfitta.
In caso di pari merito in qualsiasi posizione della classifica, le squadre sono classificate grazie al miglior quoziente reti (QR).
Note:
Bagheria, Nissena e La Fonte Marsala hanno scontato 1 punto di penalizzazione in classifica per una rinuncia.
Termini Imerese e Pirandello hanno scontato 2 punti di penalizzazione in classifica per due rinunce.

### Girone B

#### Squadre partecipanti
| Club                         | Città        | Stagione precedente |
| ---------------------------- | ------------ | ------------------- |
| Dop. Com. Adrano             | Adrano (CT)  |                     |
| A.F.C. Catania (B = riserve) | Catania      |                     |
| A.C. Frecce Nere             | Messina      |                     |
| Luigi Boer                   | Messina      |                     |
| A.C. Messina (B = riserve)   | Messina      |                     |
| S.S. Milazzo                 | Milazzo (ME) |                     |
| U.S.F. "Santa Lucia"         | Siracusa     |                     |
| A.S. Siracusa (B = riserve)  | Siracusa     |                     |

#### Classifica
|  | Pos. | Squadra          | Pt       | G  | V | N | P | GF | GS | QR    |
|  | ---- | ---------------- | -------- | -- | - | - | - | -- | -- | ----- |
|  | 1.   | Siracusa B       | 17       | 12 | 6 | 5 | 1 | 25 | 6  | 4,166 |
|  | 2.   | Catania B        | 17       | 12 | 6 | 5 | 1 | 31 | 13 | 2,384 |
|  | 3.   | Messina B        | 14       | 12 | 5 | 4 | 3 | 16 | 13 |       |
|  | 4.   | Adrano           | 12       | 12 | 4 | 4 | 4 | 20 | 24 |       |
|  | 5.   | Luigi Boer       | 11       | 12 | 3 | 5 | 4 | 14 | 19 |       |
|  | 6.   | Milazzo (-1)     | 7        | 12 | 3 | 2 | 7 | 15 | 27 |       |
|  | 7.   | Frecce Nere (-3) | 2        | 12 | 1 | 3 | 8 | 6  | 25 |       |
|  | -    | Santa Lucia      | ritirata |    |   |   |   |    |    |       |

Legenda:
      Promosso in Serie C.
      Ammesso alle finali.
Regolamento:
Due punti a vittoria, uno a pareggio, zero a sconfitta.
In caso di pari merito in qualsiasi posizione della classifica, le squadre sono classificate grazie al miglior quoziente reti (QR).
Note:
Il Milazzo ha scontato 1 punto di penalizzazione in classifica per una rinuncia.
Le Frecce Nere hanno scontato 3 punti di penalizzazione in classifica per tre rinunce.
L'Adrano rinunciò fin da subito alla promozione e divenne inattivo per cause belliche .

### Finali
|            | Risultati |            | Luogo e data              |
| ---------- | --------- | ---------- | ------------------------- |
| Agrigento  | 3 - 0     | Siracusa B | Agrigento, 18 giugno 1939 |
| Siracusa B | 1 - 3     | Agrigento  | Siracusa, 25 giugno 1939  |
|            |           |            |                           |

- L'Agrigento è campione siculo e promosso in Serie C 1939-40.

## Sardegna
Direttorio XVIII Zona (Sardegna).
Sede: Corso Vittorio Emanuele, 24 - (Cagliari) tel. 3966.
Presidente: Emanuele Leo;

### Girone A

#### Squadre partecipanti
| Club                                           | Città                    | Stagione precedente |
| ---------------------------------------------- | ------------------------ | ------------------- |
| U.S. Aquila                                    | Cagliari                 |                     |
| A.S. Bacu Abis                                 | Carbonia-Bacu Abis (CA)  |                     |
| U.S. Cagliari (B = riserve)                    | Cagliari                 |                     |
| A.S. Macomer                                   | Macomer (NU)             |                     |
| G.S. Monteponi                                 | Iglesias (CA)            |                     |
| U.S. Pro Calcio San Giorgio Fois (B = riserve) | Cagliari                 |                     |
| Dop. San Gavino                                | San Gavino Monreale (CA) |                     |
| Villacidro                                     | Villacidro (CA)          |                     |

#### Classifica
|  | Pos. | Squadra            | Pt | G  | V | N | P  | GF | GS | QR   |
|  | ---- | ------------------ | -- | -- | - | - | -- | -- | -- | ---- |
|  | 1.   | Macomer            | 20 | 14 | 8 | 4 | 2  | 23 | 16 |      |
|  | 2.   | San Giorgio Fois B | 18 | 14 | 7 | 4 | 3  | 35 | 12 | 2,92 |
|  | 3.   | Monteponi Iglesias | 18 | 14 | 8 | 2 | 4  | 36 | 23 | 1,56 |
|  | 4.   | Aquila             | 17 | 14 | 6 | 5 | 3  | 28 | 14 |      |
|  | 5.   | Cagliari B         | 15 | 14 | 6 | 3 | 5  | 38 | 25 |      |
|  | 6.   | Villacidro         | 9  | 13 | 3 | 3 | 7  | 14 | 27 |      |
|  | 7.   | Bacu Abis          | 8  | 14 | 3 | 2 | 9  | 25 | 40 |      |
|  | 8.   | San Gavino         | 5  | 13 | 2 | 1 | 10 | 12 | 49 |      |

Legenda:
      Ammesso alle finali.
Regolamento:
Due punti a vittoria, uno a pareggio, zero a sconfitta.
In caso di pari merito in qualsiasi posizione della classifica, le squadre sono classificate grazie al miglior quoziente reti (QR).
Note:
Villacidro-San Gavino venne rinviata e non disputata.

### Girone B

#### Squadre partecipanti
| Club                             | Città                   | Stagione precedente |
| -------------------------------- | ----------------------- | ------------------- |
| U.S. Abbasanta                   | Abbasanta (CA)          |                     |
| Dop. Comunale Arborense          | Oristano (CA)           |                     |
| G.I.L. Sez. Sportiva Calangianus | Calangianus (SS)        |                     |
| G.S. Corsica                     | Nuoro                   |                     |
| Regio Aeroporto                  | Alghero (SS)            |                     |
| Dop. Terralba                    | Terralba (CA)           |                     |
| G.I.L. Terranovese               | Terranova Pausania (SS) |                     |

#### Classifica
|  | Pos. | Squadra         | Pt | G  | V | N | P | GF | GS | QR |
|  | ---- | --------------- | -- | -- | - | - | - | -- | -- | -- |
|  | 1.   | Terranovese     | 18 | 12 | 8 | 2 | 2 | 27 | 10 |    |
|  | 2.   | Regio Aeroporto | 17 | 12 | 8 | 1 | 3 | 25 | 12 |    |
|  | 3.   | Corsica         | 14 | 12 | 5 | 4 | 3 | 28 | 16 |    |
|  | 4.   | Arborense       | 13 | 12 | 6 | 1 | 5 | 18 | 19 |    |
|  | 5.   | GIL Calangianus | 11 | 12 | 4 | 3 | 5 | 15 | 19 |    |
|  | 6.   | Terralba        | 6  | 12 | 2 | 2 | 8 | 11 | 31 |    |
|  | 7.   | Abbasanta (-4)  | 1  | 12 | 2 | 1 | 9 | 5  | 22 |    |

Legenda:
      Ammesso alle finali.
Regolamento:
Due punti a vittoria, uno a pareggio, zero a sconfitta.
In caso di pari merito in qualsiasi posizione della classifica, le squadre sono classificate grazie al miglior quoziente reti (QR).
Note:
Abbasanta ha scontato 4 punti di penalizzazione in classifica per quattro rinunce.

### Girone A finale

#### Classifica
|  | Pos. | Squadra            | Pt | G | V | N | P | GF | GS | QR   |
|  | ---- | ------------------ | -- | - | - | - | - | -- | -- | ---- |
|  | 1.   | Monteponi Iglesias | 6  | 4 | 3 | 0 | 1 | 9  | 4  | 2,25 |
|  | 2.   | Regio Aeroporto    | 6  | 4 | 3 | 0 | 1 | 12 | 6  | 2,00 |
|  | 3.   | Macomer            | 0  | 4 | 0 | 0 | 4 | 1  | 12 |      |

Legenda:
      Ammesso alla finale regionale.
Regolamento:
Due punti a vittoria, uno a pareggio, zero a sconfitta.
Quoziente reti in caso di pari punti, per qualsiasi posizione di classifica.

### Girone B finale

#### Classifica
|  | Pos. | Squadra     | Pt | G | V | N | P | GF | GS | QR   |
|  | ---- | ----------- | -- | - | - | - | - | -- | -- | ---- |
|  | 1.   | Terranovese | 4  | 4 | 2 | 0 | 2 | 7  | 7  | 1,00 |
|  | 2.   | Corsica     | 4  | 4 | 2 | 0 | 2 | 7  | 7  | 1,00 |
|  | 3.   | Aquila      | 4  | 4 | 2 | 0 | 2 | 6  | 6  | 1,00 |

Legenda:
      Ammesso allo spareggio per il 1º posto.
Regolamento:
Due punti a vittoria, uno a pareggio, zero a sconfitta.
Quoziente reti in caso di pari punti, per qualsiasi posizione di classifica.

### Spareggio per il 1º posto - semifinale
|         | Risultati      |                 | Luogo e data             |
| ------- | -------------- | --------------- | ------------------------ |
| Corsica | 0 - 0 (d.t.s.) | Aquila Cagliari | Oristano, 25 giugno 1939 |
|         |                |                 |                          |

ripetizione
|         | Risultati |                 | Luogo e data            |
| ------- | --------- | --------------- | ----------------------- |
| Corsica | 4 - 1     | Aquila Cagliari | Oristano, 2 luglio 1939 |
|         |           |                 |                         |

### Spareggio per il 1º posto - finale
|             | Risultati |         | Luogo e data            |
| ----------- | --------- | ------- | ----------------------- |
| Terranovese | 1 - 0     | Corsica | Oristano, 9 luglio 1939 |
|             |           |         |                         |

### Finalissima
|             | Risultati |                    | Luogo e data             |
| ----------- | --------- | ------------------ | ------------------------ |
| Terranovese | 6 - 0     | Monteponi Iglesias | Cagliari, 16 luglio 1939 |
|             |           |                    |                          |

La Terranovese è campione sardo di Prima Divisione e promossa in Serie C 1939-1940.

## Tripolitania
Direttorio XIX Zona (Tripolitania).
Sede: Ufficio Sportivo P.N.F. - (Tripoli) tel. 1714.
Presidente: Console Emanuele Parodi;
Squadre partecipanti alla 1.a Divisione:
- Dopolavoro
- G.U.F.
- Sabauda, Tripoli
- U.S. Tripolina, Tripoli

Squadre partecipanti alla 2.a Divisione:

## Cirenaica
Direttorio XX Zona (Cirenaica).
Sede: Casella Postale 187 - Bengasi.
Presidente: Spartaco Falessi.

### Girone unico
- Aviazione Berca, Berca
- Comando Truppe L.O.
- G.I.L.
- XXI Corpo d'Armata

## Somalia
Direttorio XXI Zona (Somalia).
Sede: Via Duca d'Aosta 14 - Mogadiscio.
Presidente: Dottor. Giulio Valery.
Affiliate:

## Egeo - Rodi
Direttorio XXII Zona (Egeo).
Sede: presso Federazione Fasci di Combattimento - Rodi.
Commissario: Fernando Aliotti.
Affiliate:

- G.S. Metropoli, Rodi

## Eritrea
Direttorio XXIII Zona (Eritrea).
Sede: presso Federazione Fasci di Combattimento - Asmara.
Commissario: Oliviero Billi.

### Girone unico

#### Squadre partecipanti
| Club                                              | Città    | Stagione precedente |
| ------------------------------------------------- | -------- | ------------------- |
| Ala Littoria                                      | Asmara   | ?                   |
| Amba Galliano                                     | Asmara   | ?                   |
| Dop. Capronia                                     | Asmara   | ?                   |
| Sez. Calcio del Dop. Gruppo Aziendale Cicero      | Asmara   | ?                   |
| Dopolavoro O.C.R.A.E.                             | Asmara   | ?                   |
| Gruppo Sportivo Decamerè                          | Decamerè | ?                   |
| Dopolavoro Ferrovieri Asmara                      | Asmara   | ?                   |
| G.U.F.                                            | Asmara   | ?                   |
| Gruppo Sportivo Massaua                           | Massaua  | ?                   |
| M.V.S.N. (Milizia Volontaria Sicurezza Nazionale) | Asmara   | ?                   |
| Rappresentativa Militare                          | Asmara   | ?                   |
| Dop. Zuco                                         | Asmara   | ?                   |

#### Classifica
|  | Pos. | Squadra                       | Pt | G  | V | N | P | GF | GS | QR |
|  | ---- | ----------------------------- | -- | -- | - | - | - | -- | -- | -- |
|  | 1.   | Amba Galliano                 | 37 | 22 |   |   |   |    |    |    |
|  | 2.   | Rappresentativa Militare (-1) | 34 | 22 |   |   |   |    |    |    |
|  | 3.   | Cicero Asmara                 | 29 | 22 |   |   |   |    |    |    |
|  | 4.   | M.V.S.N.                      | 28 | 22 |   |   |   |    |    |    |
|  | 5.   | Dop. Ferrovieri               | 23 | 21 |   |   |   |    |    |    |
|  | 6.   | O.C.R.A.E. Asmara             | 21 | 22 |   |   |   |    |    |    |
|  | 7.   | Decamerè                      | 20 | 22 |   |   |   |    |    |    |
|  | 8.   | Massaua                       | 20 | 22 |   |   |   |    |    |    |
|  | 9.   | Dop. Zuco                     | 19 | 22 |   |   |   |    |    |    |
|  | 10.  | Dop. Ala Littoria             | 12 | 22 |   |   |   |    |    |    |
|  | 11.  | Dop. Capronia                 | 11 | 21 |   |   |   |    |    |    |
|  | 12.  | G.U.F. (-1)                   | 6  | 22 |   |   |   |    |    |    |

Legenda:
      Campione Eritreo di Prima Divisione.
Regolamento:
Due punti a vittoria, uno a pareggio, zero a sconfitta.
In caso di pari merito in qualsiasi posizione della classifica, le squadre sono classificate grazie al miglior quoziente reti (QR).
Note:
Ferrovieri e Capronia hanno una partita in meno non essendo stata questa omologata.
Rappresentativa Militare e G.U.F. hanno scontato 1 punto di penalizzazione in classifica per una rinuncia.

## Harar
Direttorio XXIV Zona (Harar).
Sede: presso Federazione Fasci di Combattimento - Harar.
Commissario: Luigi Cimino.
Affiliate:

## Amara
Direttorio XXV Zona (Amara).
Sede: presso Federazione Fasci di Combattimento - Asmara.
Commissario: Rag. Ermanno Trotta.
Affiliate:

## Scioa
Direttorio XXVI Zona (Scioa).
Sede: presso Federazione Fasci di Combattimento - Addis Abeba.
Commissario: Edmondo Biancotti.
Affiliate:

## Galla e Sidama
Direttorio XXVII Zona (Galla e Sidama).
Sede: presso Federazione Fasci di Combattimento - Gimma.
Commissario: Luca Vassetti.
Affiliate:

### Giornali
- Archivio della Gazzetta dello Sport, stagione 1938-1939, consultabile presso le Biblioteche:
  - Biblioteca Nazionale Braidense di Milano,
  - Biblioteca Nazionale Centrale di Firenze,
  - Biblioteca Nazionale Centrale di Roma,
  - Biblioteca Civica Berio di Genova,
  - e presso Emeroteca del C.O.N.I. di Roma (non è online ma è da consultare in sede).
- Il Littoriale, stagione 1938-39 dal sito dell'Emeroteca del CONI.
- Il Popolo del Friuli del 25 aprile 1939, anno XVII n.97, p. 3, consultabile online – Biblioteca Civica "Vincenzo Joppi!" di Udine – Sezione Friulana.
- La Provincia d'Aosta del 13 aprile 1939, p. 6 - Cordela Biblioteca digitale Valdostana - consultabile online.
- Il Biellese del 16 maggio 1939, pag 3 e del 14 luglio 1939, p. 4 - consultabile online.
- La Gazzetta del Lago Maggiore del 26 aprile 1939, p. 2 - consultabile online.
- Nuoro Littoria, stagione 1938-1939 dal sito della Biblioteca Sebastiano Satta di Nuoro.
- La Provincia di Bolzano, stagione 1938-1939 dal sito della Biblioteca Provinciale Italiana Claudia Augusta di Bolzano.
- La Sentinella d'Italia del 2 luglio 1939, p. 4 - consultabile online.
- L'Ora, di Palermo, stagione 1938-1939, consultabile online.

### Libri
- Biagio Fanelli, 50 Anni di Calcio a Trani, Edizioni G.Favara, AGIS Redentore, Bari.
- Salvatore Erbì,  Di tacco e de puntera - Settant'Anni di Calcio a Villacidro, AIPSA Edizioni.
- Corrado Delunas, Almanacco Biancorosso - Il Calcio a San Gavino Monreale Geo Edizioni S.r.l., Empoli (FI).
- Pietro Serina, La Sebinia - Un Secolo della Nostra Storia, Edizioni Stilgraf.
- Manfredo Agnoletti, Massimo Anselmi, Carlo Fontanelli e Roberto Rotesi, Una Storia lunga cento anni - Montevarchi Calcio Aquila 1902-2002, Geo Edizioni S.r.l., Empoli (FI).
- Nanni De Marco, Mario Varicelli e Eugenio De Vincenzo, Storia Centenaria della Veloce F.B.C. dal 1910 al 2010, Editrice Coop.Tipograf.
- M. Favi, F. Piferi, C. Ruffini La Legge del S.Girolamo - Storia della Narnese dalle origini ai giorni nostri, ZART Libri.